# Авантюристи (фільм, 2017)
«Авантюристи» («俠盜聯盟») — гонконзько-чеський бойовик 2017 року, знятий режисером Стівеном Фангом.

## Сюжет
Знаменитий злодій Чжан вийшов із в'язниці і вже готовий провернути міжнародну аферу з пограбуванням у Каннах. У нього на хвості висить французький коп П'єр, з яким у Чжана давні рахунки. Подільник По наймає в помічниці чарівну Ред, за допомогою якої злодії розраховують викрасти три намиста, що разом становлять безцінний скарб.

## У ролях
- Енді Лау — Дан Жанг
- Жан Рено — П'єр Біссетт
- Ці Шу — Ред Є
- Чжан Цзінчу — Ембер Лі
- Тоні Янг — По Чен
- Ерік Цанг — Кінг Конг
- Ген Сето — Воланук
- Ерік да Коста — капітан, сек'юріті в готелі
- Мартіна Навратілова — гід по замку
- Марек Вашут — Шарль, шеф служби безпеки
- Девід Боулз — епізод
- Ша І — Чарлі Лоу
- Чжан Іцянь — Лао Мо
- Карел Добри — Єлік
- Владимир Яворскі — Робін
- Петр Франек — батько П'єра
- Норберт Лихий — Домінік
- Адам Вакула — сек'юріті
- Даніель Свобода — сек'юріті
- Девід Боулз — сек'юріті
- Мартін Хуб — офіцер служби безпеки
- Тімоті Отіс — відвідувач аукціону
- Житка Новакова — сек'юріті
- Жерар Робер Гратадур — аукціонер
- Деніел Браун — галерист
- Барбора Петрова — танцівниця
- Ян Фіала — командир чеських поліцейських
- Індржих Грди — епізод
- Гійом Амос — француз

## Знімальна група
- Режисер — Стівен Фанг
- Сценаристи — Чі-Квонг Чунг, Стівен Фанг
- Оператор — Шейн Херлбат
- Композитор — Томас Кантелінен
- Художник — Гійом Амос
- Продюсери — Еллен Чанг, Теренс Чанг, Шаохуа Хуанг, Томас Крейці, Пейкан Ла, Пітер Лам, Енді Лау, Хай-Чень Чжао
- Кастинг-директор — Ненсі Нейор